# مان روبين
مان روبين (بالإنجليزية: Mann Rubin)‏ هو كاتب خيال علمي وكاتب سيناريو أمريكي، ولد في 11 ديسمبر 1927 في بروكلين في الولايات المتحدة، وتوفي في 12 أكتوبر 2013.

## وصلات خارجية
- مان روبين على موقع IMDb (الإنجليزية)
- مان روبين على موقع ألو سيني (الفرنسية)
- مان روبين على موقع أول موفي (الإنجليزية)
- مان روبين على موقع قاعدة بيانات الأفلام السويدية (السويدية)
- مان روبين على موقع قاعدة بيانات الفيلم (الإنجليزية)
- مان روبين على موقع كينوبويسك (الروسية)